# 船沢村
船沢村（ふなざわむら）は、かつて青森県にあった村。

## 沿革
- 1889年（明治22年）4月1日 - 町村制施行により中津軽郡富栄村、蒔苗村、細越村、折笠村、宮館村、中別所村が合併し、船沢村が発足。
- 1949年（昭和24年）10月1日 - 中津軽郡高杉村と境界の一部を変更。
- 1951年（昭和26年）4月1日 - 中津軽郡大浦村の大字鼻和を編入。
- 1955年（昭和30年）3月1日 - 弘前市に編入され消滅。